# 沙淦
沙淦（1885年—1913年7月10日）字宝琛，别号憤憤。江蘇省通州興仁鎮李観音堂人，清末民初民主革命家，无政府主义者。

## 生平
12歳，他入通州第一高等小学，13歳他剪去辫子，立志反清革命。中学毕业後，他到日本留学，入成城学校。在日本期间，他参与创设孫文（孫中山）的中国同盟会，该会创立時他成为会员。
1911年（宣統3年）归国後，他一边当记者，一边进行革命的准备工作。他曾一度险些遭到清政府捕杀，经革命派人士趙声救出，后来赴上海继续从事革命工作。同年10月武昌起義爆发，沙淦和陈其美组织决死队进攻上海江南製造局。辛亥上海光复后，他任都督府参謀。
中華民国成立後，沙淦加入江亢虎领导的中国社会党，任总部庶務幹事。1912年10月，中国社会党在上海召开第二次联合大会，会上该党党内的国家社会主义者和无政府主义者就该党前途发生争论，国家社会主义者希望该党成为在合法范围内活动的改良主义政党，无政府主义者则希望该党修改党纲以符合真正的社会主义。江亢虎采取中立调停的态度，主张在“中国社会党”这一共同名称下将该党分为“民主党”和“无治党”两个部分，两部分均应遵守原有的八条党纲，他还提议在《中国社会党规章》中加入“合法活动”和“党员得从事政治活动”的表述。同年11月，《中国社会党规章》制定并颁布，其中规定“中国社会党为社会党在中国组织之团体”，重申了八条党纲，并反映了江亢虎的主张。无政府主义者沙淦等人因不满江亢虎的主张，遂脱离了中国社会党，另组“社会党”（所谓“純粋社会党”）。其后沙淦和陈其美在上海的出版界活動，写下了指责袁世凯为“土皇帝”的书。
1913年（民国2年）二次革命爆发，沙淦在家乡附近为革命募集资金。不久，他在南通被支持袁世凯的势力捕殺。享年29岁。